# ماکیموسور
ماکیموسور(نام علمی: Machimosaurus) نام یک سرده از دریاسوسماران است.